# Ciclismo nos Jogos Pan-Americanos de 2015 - BMX feminino
A competição do BMX feminino foi um dos eventos do ciclismo nos Jogos Pan-Americanos de 2015 em Toronto. Foi disputada no Centro Pan-Americano de BMX do Centennial Park, em Toronto entre os dias 10 e 11 de julho.

## Calendário
Horário local (UTC-4).
| Data        | Horário | Fase         |
| ----------- | ------- | ------------ |
| 10 de julho | 11:35   | Qualificação |
| 10 de julho | 12:50   | Super final  |
| 11 de julho | 14:17   | Semifinal    |
| 11 de julho | 16:10   | Final        |

## Medalhistas
| Ouro   | USA Felicia Stancil          |
| Prata  | ECU Domenica Azuero Gonzalez |
| Bronze | ARG Mariana Diaz             |

## Resultados

### Qualificação
| Colocação | Ciclista                          | Nacionalidade      | Qualificação | Qualificação | Super-Final        | Super-Final        |
| Colocação | Ciclista                          | Nacionalidade      | Tempo        | Colocação    | Tempo              | Colocação          |
| --------- | --------------------------------- | ------------------ | ------------ | ------------ | ------------------ | ------------------ |
| 1         | Mariana Pajón                     | COL Colômbia       | 39.430       | 1            | 39.914             | 1                  |
| 2         | Stefany Hernandez Mendoza         | VEN Venezuela      | 40.890       | 3            | 40.863             | 2                  |
| 3         | Felicia Stancil                   | USA Estados Unidos | 41.130       | 4            | 40.981             | 3                  |
| 4         | Maria Diaz                        | ARG Argentina      | 41.570       | 5            | 41.966             | 4                  |
| 5         | Mariana Diaz                      | ARG Argentina      | 41.940       | 6            | 42.100             | 5                  |
| 6         | Alise Post                        | USA Estados Unidos | 40.230       | 2            | 1:11.443           | 6                  |
| 7         | Domenica Azuero Gonzalez          | ECU Equador        | 42.200       | 7            | Não se classificou | Não se classificou |
| 8         | Priscila Andreia Stevaux Carnaval | BRA Brasil         | 42.630       | 8            | Não se classificou | Não se classificou |
| 9         | Amelia Walsh                      | CAN Canadá         | 43.430       | 9            | Não se classificou | Não se classificou |
| 10        | Daina Tuchscherer                 | CAN Canadá         | 43.440       | 10           | Não se classificou | Não se classificou |
| 11        | Thaynara Morosini Chaves          | BRA Brasil         | 44.120       | 11           | Não se classificou | Não se classificou |
| 12        | Maria Paulina Osorno Calderon     | COL Colômbia       | 44.350       | 12           | Não se classificou | Não se classificou |
| 13        | Rosario Aguilera                  | CHI Chile          | 44.460       | 13           | Não se classificou | Não se classificou |
| 14        | Karla Carrera Chala               | ECU Equador        | 45.620       | 14           | Não se classificou | Não se classificou |

### Semifinal
Os quatro primeiros ciclistas de cada grupo avançam para a final.
| Colocação | Bateria | Ciclista                          | Nacionalidade           | Corrida 1    | Corrida 2  | Corrida 3    | Pontos | Notas |
| --------- | ------- | --------------------------------- | ----------------------- | ------------ | ---------- | ------------ | ------ | ----- |
| 1         | 1       | Mariana Pajón                     | COL Colômbia            | 40.820 (1)   | 40.596 (1) | 40.266 (1)   | 3      | Q     |
| 2         | 1       | Maria Diaz                        | ARG Argentina           | 41.589 (2)   | 41.067 (2) | 41.498 (2)   | 6      | Q     |
| 3         | 1       | Mariana Diaz                      | ARG Argentina           | 42.104 (3)   | 41.746 (3) | 42.864 (4)   | 10     | Q     |
| 4         | 1       | Priscila Andreia Stevaux Carnaval | BRA Brasil              | 43.932 (5)   | 42.848 (4) | 42.107 (3)   | 12     | Q     |
| 5         | 1       | Maria Paulina Osorno Calderon     | COL Colômbia            | 3:11.855 (7) | 43.634 (5) | 43.039 (5)   | 17     |       |
| 6         | 1       | Rosario Aguilera                  | CHI Chile               | 1:21.421 (6) | 47.073 (6) | 45.834 (6)   | 18     |       |
| 7         | 1       | Amelia Walsh                      | CAN Canadá              | 43.904 (4)   | REL (9)    | 1:18.217 (7) | 20     |       |
| 1         | 2       | Alise Post                        | USA Estados Unidos      | 41.746 (2)   | 41.152 (2) | 40.143 (1)   | 5      | Q     |
| 2         | 2       | Felicia Stancil                   | USA Estados Unidos      | 41.199 (1)   | 41.423 (3) | 40.672 (2)   | 6      | Q     |
| 3         | 2       | Stefany Hernandez Mendoza         | Predefinição:FlagbODEPA | :07.793 (7)  | 40.539 (1) | 40.918 (3)   | 11     | Q     |
| 4         | 2       | Domenica Azuero Gonzalez          | Predefinição:FlagvODEPA | 44.739 (5)   | 41.947 (4) | 42.284 (4)   | 13     | Q     |
| 5         | 2       | Daina Tuchscherer                 | CAN Canadá              | 43.163 (3)   | 42.374 (5) | 42.845 (6)   | 14     |       |
| 6         | 2       | Thaynara Morosini Chaves          | BRA Brasil              | 44.470 (4)   | 44.435 (6) | 42.715 (5)   | 15     |       |
| 7         | 2       | Karla Carrera Chala               | ECU Equador             | 44.794 (6)   | 44.474 (7) | 47.173 (7)   | 20     |       |

### Final
| Colocação         | Ciclista                          | Nacionalidade      | Tempo   | Diferença | Notas |
| ----------------- | --------------------------------- | ------------------ | ------- | --------- | ----- |
| Medalha de ouro   | Felicia Stancil                   | USA Estados Unidos | 41.647  | -         |       |
| Medalha de prata  | Domenica Azuero Gonzalez          | ECU Equador        | 41.948  | +0.301    |       |
| Medalha de bronze | Mariana Diaz                      | ARG Argentina      | 42.611  | +0.964    |       |
| 4                 | Priscila Andreia Stevaux Carnaval | BRA Brasil         | 45.556  | +3.909    |       |
| 5                 | Maria Diaz                        | ARG Argentina      | 50.145  | +8.498    |       |
| 6                 | Alise Post                        | USA Estados Unidos | :22.541 | +40.894   |       |
|                   | Mariana Pajón                     | COL Colômbia       | DNF     | DNF       | DNF   |
|                   | Stefany Hernandez Mendoza         | VEN Venezuela      | DNF     | DNF       | DNF   |

Legenda
| Recorde mundial                  | Recorde mundial (World record)               |                       | Recorde africano                      | Recorde africano (African) |                                           | Q | Classificado por posição (Qualified) |
| Recorde dos Jogos Pan-Americanos | Recorde pan-americano (Pan-American record)  | Recorde da América    | Recorde da América (Americas)         | q                          | Classificado por melhor tempo (Qualified) |   |                                      |
| Melhor marca do ano              | Melhor marca do ano (World leading)          | Recorde asiático      | Recorde asiático (Asian)              | DNS                        | Não largou (Did not start)                |   |                                      |
| Recorde nacional                 | Recorde nacional (National record)           | Recorde europeu       | Recorde europeu (European)            | DNF                        | Não terminou (Did not finish)             |   |                                      |
| Recorde pessoal                  | Recorde pessoal do atleta (Personal best)    | Recorde da Oceania    | Recorde da Oceania (Oceania)          | DSQ / DQ                   | Desclassificado (Disqualified)            |   |                                      |
| Recorde da temporada             | Recorde da temporada do atleta (Season best) | Recorde sul-americano | Recorde sul-americano (South America) | NM                         | Sem marca (No mark)                       |   |                                      |